# Макартни, Джордж
Джордж Макартни, 1-й граф Макартни (англ. George Macartney, 1st Earl Macartney; 14 мая 1737 — 31 мая 1806) — англо-ирландский государственный деятель, колониальный администратор и дипломат. Служил губернатором Гранады в годы англо-французской войны и губернатором Мадраса в годы второй англо-майсурской войны. В 1792 году стал Графом Макартни и возглавил так называемое «Посольство Макартни», направленное в Китай, которое стало первым европейским посольством, допущенным в Пекин. В 1796 году был назначен губернатором британской Капской колонии.

## Биография
Представитель столбового шотландского дворянства. Учился в Дублине. В 1764 г. направлен ко двору Екатерины II для реализации панинского плана создания «северного аккорда». По сообщению Казановы, имел дерзость сделать ребёнка фрейлине Хитрово, за что по требованию императрицы был отозван на родину.
В 1769-72 гг. член Парламента и заведующий ирландскими делами. В 1775 г. направлен губернаторствовать на Карибы. В 1780-86 гг. — губернатор Мадраса в Британской Индии.

### Посольство Макартни
В 1792 г. получил от короля титул виконта и был поставлен во главе британского посольства ко двору китайского императора Цяньлуна. Целью посольства было получение от богдыхана торговых преференций для британских предпринимателей. Джордж Маккартни был широко образованный человек и опытный дипломат. Миссия была послана на средства английской Ост-Индской компании, но при этом представляла интересы английского правительства. Ему было предписано посулами и угрозами добиться открытия для англичан Кантона и ряда других портов, а также учреждения британского представительства в китайской столице.

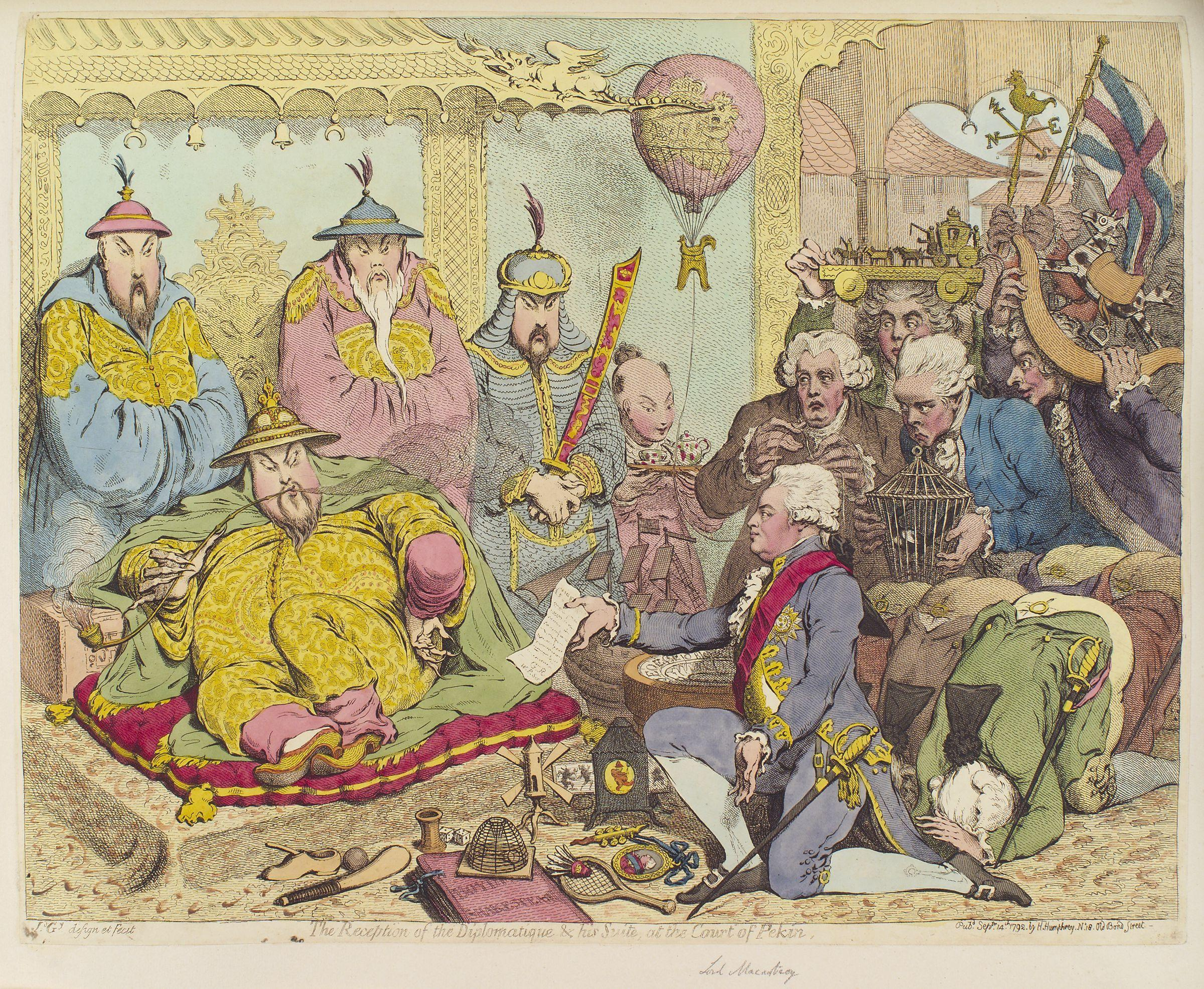
Карикатура Джеймса Гилрея, изображающая отношение китайцев к европейским диковинкам, даримым посольством Макартни

Как и посланники других европейских монархов до него, Макартни отказался исполнить унизительный обряд тройного коленопреклонения с земным поклоном (коутоу) и вернулся в Европу ни с чем.

### Позднее
Несмотря на неудачный исход его посольства, Макартни был в 1794 г. произведён в графы, а два года спустя отправился управлять новоприобретённой Капской колонией в Южной Африке. В 1798 г. вышел в отставку по состоянию здоровья. По причине безбрачия графа его титулы и владения сделались выморочными.

### Статьи
- Wood, Frances. Britain's first view of China: The Macartney Embassy 1792-1794 (англ.) // RSA Journal. — RSA The royal society for arts, manufactures and commerce, 1994. — Vol. 142, iss. 5442. — P. 59-68.
- Life of the Earl of Macartney (англ.) // The Belfast Monthly Magazine. — 1809. — Vol. 2, iss. 9. — P. 280-285.
- Reddaway, W. F. Macartney in Russia, 1765-67 (англ.) // The Cambridge Historical Journal. — Cambridge University Press, 1931. — Vol. 3, iss. 3. — P. 260-294.
- Lindorff, Joyce. Burney, Macartney and the Qianlong Emperor: the role of music in the British embassy to China, 1792–1794 (англ.) // Early Music. — Oxford University Press, 2012. — Vol. 40, iss. 3. — P. 441-453.